# Stanley Jordan

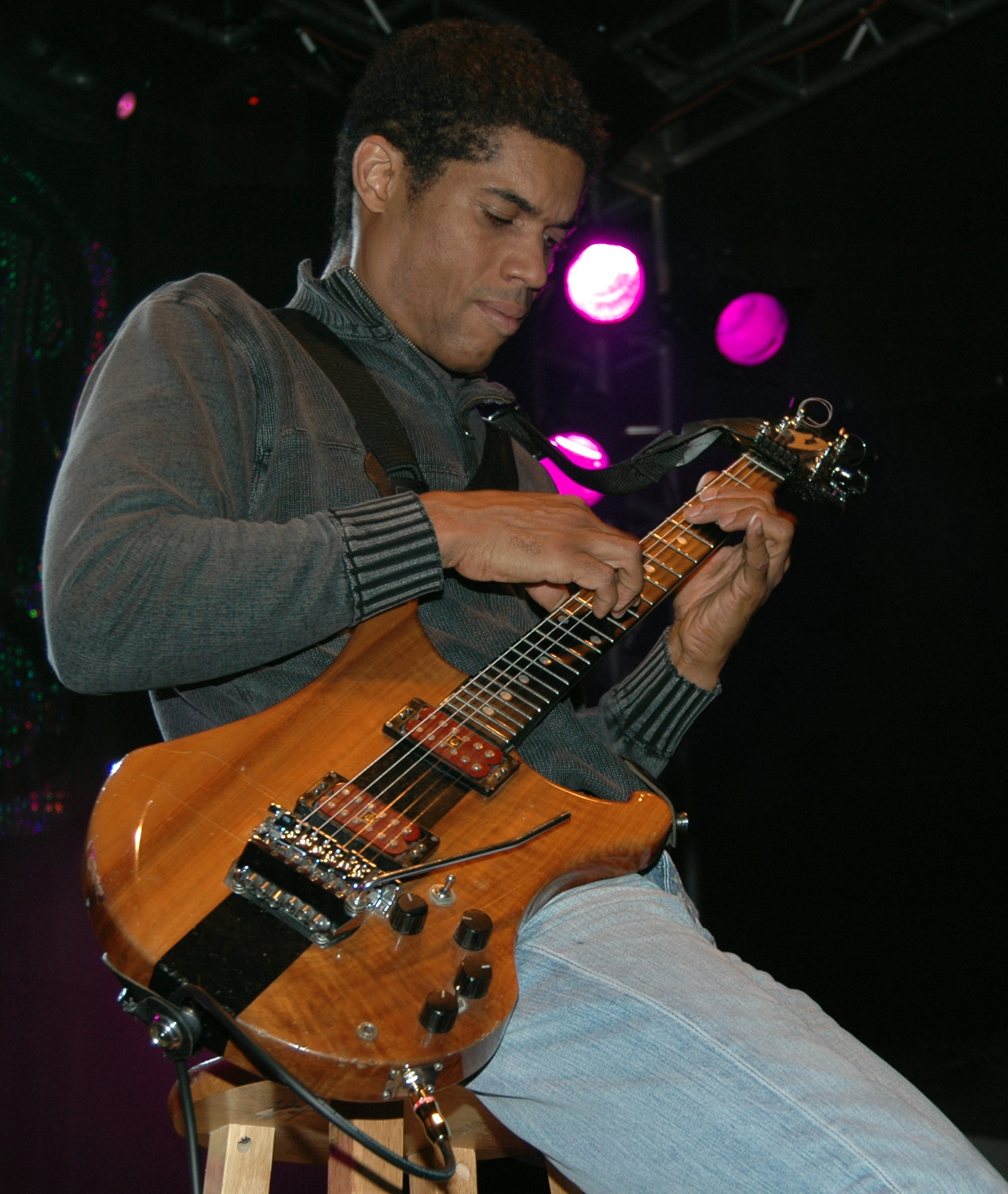
Stanley Jordan

Stanley Jordan (* 31. Juli 1959 in Chicago, Illinois) ist ein US-amerikanischer Jazz-Gitarrist.

## Leben und Wirken
Jordan begann im Alter von sechs Jahren mit einer Klavierausbildung und wechselte im Alter von elf Jahren zur Gitarre. Er entwickelte eine als Touch playing bezeichnete Spieltechnik, bei der die Saiten der Gitarre nicht angerissen, sondern analog der Klaviertechnik auf dem Griffbrett der Gitarre angeschlagen werden. Mit dieser Technik wurde er 1976 bester Solist beim Reno International Jazz Festival.
Bis 1981 studierte er Musik an der Princeton University und spielte mit Jazzbands der Region, aber auch mit Größen wie Dizzy Gillespie. Danach gründete er das Label Tangent Records, bei dem er 1982 sein erstes Album Touch Sensitive herausbrachte. Das Album wurde ein Misserfolg, und Jordan lebte einige Zeit als Straßenmusiker in New York, Philadelphia und anderen Städten.
1985 erschien bei Blue Note Records sein Album Magic Touch, das bei Kritikern und Publikum großen Erfolg hatte und sich fast ein Jahr an der Spitze der Jazz Charts hielt. In der Folgezeit trat er in Fernsehshows wie The Tonight Show und bei David Letterman auf und spielte 1987 im Film Blind Date – Verabredung mit einer Unbekannten von Blake Edwards mit. Im Laufe der nächsten Jahre erschien mehr als ein halbes Dutzend weiterer Alben, seit Mitte der 1990er Jahre ist er daneben für die American Music Therapy Association aktiv.

## Diskographische Hinweise
- Touch Sensitive, 1982
- Magic Touch mit Onaje Allan Gumbs, Charnett Moffett, Peter Erskine, Sammy Figueroa, Omar Hakim, Eddie Daniels, Wayne Brathwaite, Bugsy Moore, (1985, US: Gold)[1]
- Standards, Vol. 1 (1986)
- Flying Home mit Preston Glass, Noel Closson, Steve Reid, Codaryl Moffett, Larry Graham, Joshua Thompson, David Conley, Anthony Jackson, (1988)
- Cornucopia mit Bernard Wright, Kenny Kirkland, Jeff Watts, Charnett Moffett, Kenwood Dennard, Yossi Fine, Michael Flythe, Flare Funston, Robert Zantay, (1990)
- Stolen Moments, Trio mit Charnett Moffett und Kenwood Dennard, (1991)
- Bolero (1994)
- The Best of Stanley Jordan (1995)
- Stanley Jordan Live in New York mit Kenny Kirkland, Charnett Moffett, Jeff Watts, Bernard Wright, Yossi Fine, J.T. Lewis, (1998)
- Relaxing Music for Difficult Situations, I, Soloalbum, (2003)
- Ragas mit Jay Kishor und Vedang Londhe, (2004)
- Dreams of Peace mit Dora, Lino, Rossana und Pino Nicolosi, (2004)
- State of Nature, (2008)
- Friends (2011)